# Lötschberg
Pour les articles homonymes, voir Lötschberg (homonymie).
Le Lötschberg est une zone de montagne de Suisse située dans le canton du Valais et correspondant à l'adret du Lötschepass donnant sur la Lötschental.

## Géographie
Le Lötschberg se trouve dans le sud-ouest de la Suisse, dans les Alpes bernoises, au sud de Thoune, au nord-est de Sierre et au nord-ouest de Viège et Brigue. Il s'agit d'une zone de montagne de la Lötschental — une vallée latérale à la vallée du Rhône —, entre environ 2 400 et 3 000 mètres d'altitude, au-dessus du Kummenalp, un alpage de la commune de Ferden dans le canton du Valais. Cet oronyme de Lötschberg ne désigne aucun sommet, ceux l'entourant étant le Balmhorn (3 698 mètres) au nord-ouest, le Hockenhorn (3 293 mètres) au nord-est, l'Uf Fersyn (2 607 mètres) au sud et le Ferdenrothorn (3 180 mètres) au sud-ouest.
Le paysage est essentiellement minéral, dominé par des roches moutonnées et des éboulis où la végétation alpine est rare. Il comporte plusieurs petits lacs dont le Lötschebergsee et un glacier, le Ferdengletscher sur l'ubac du Ferdenrothorn. Le Lötschegletscher est quant à lui situé sur l'ubac du Lötschepass, le col marquant la limite administrative entre cantons du Valais et de Berne, et où se trouve un refuge, le Lötschenpasshütte. Cette région de montagne est traversée par deux tunnels ferroviaires, le tunnel du Lötschberg et le tunnel de base du Lötschberg qui passent à l'aplomb du Lötschberg, à l'est du Lötschepass.
Le Lötschberg est traversé par deux sentiers de randonnée qui se rejoignent juste sous le Lötschepass : l'un venant d'Arbächnubel via le Hockuchriz à l'est et l'autre venant du Kummenalp au sud. Ils permettent de gagner la Gasteretal au nord via le Lötschepass.

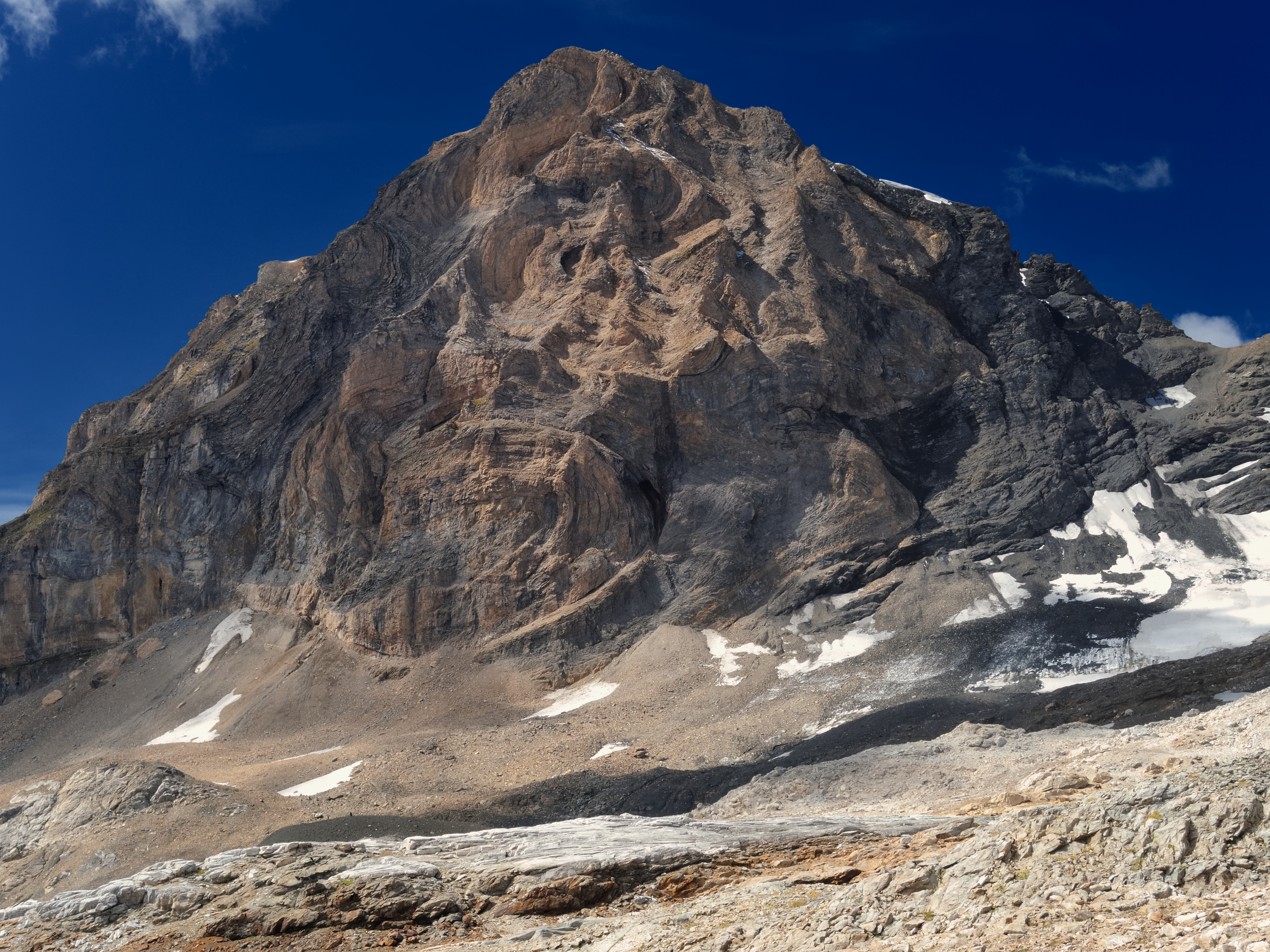
Paysage du Lötschberg au pied du Ferdenrothorn.